# 坂井ひろみ
坂井 ひろみ（さかい ひろみ、1980年1月15日 - ）は、日本の元タレント、女優。
愛称は「さかひろ」。芸能活動時の所属事務所はフロス、クィーンズアベニューアルファ。

## 来歴
神奈川県横浜市出身。スカウトがきっかけで芸能界デビュー。
代表作は『王様のブランチ』。1998年10月から2年間出演し、卒業後の2001年夏には写真集、DVDを次々にリリース。
同年7月から名古屋テレビの「J-Beat」でMCを務めるが、番組終了後の2002年4月以降はメディアへの露出が激減し、このまま芸能界を引退。2005年に結婚。ミュージカル『美少女戦士セーラームーン』で共演し親交のあった久嬢由起子によると、現在は結婚して子供がいるとのこと。現在は2児の母

## 主な出演作品

### テレビ
- Booms（1997年10月 - 1998年12月、千葉テレビ）
- すっぴんDNA（1997年10月 - 1998年9月、日本テレビ）
- 王様のブランチ（1998年10月 - 2000年9月、TBS）
- 王様のお夜食（1999年4月 - 2000年10月、TBS）
- e-cluber（2001年4月 - 7月、テレビ東京）
- J-Beat（2001年7月 - 2002年3月、名古屋テレビ）
- 夢のカリフォルニア（2002年、TBS）アダチ翔子役（第9話）

### ラジオ
- お嬢様の夜ふかし（1998年10月 - 1999年9月、TBSラジオ）

### CM
- 三井生命保険
- NTTDoCoMo
- 日本マクドナルド
- 鴨川シーワールド

### 舞台
- ミュージカル『美少女戦士セーラームーン』（1998年）- 火野レイ／セーラーマーズ 役

## 出版

### 写真集
- Hello!（2001年7月13日発売、ケイエスエス）

### DVD
- MUSE（2001年7月25日発売、ビーエムエンタテインメント）